# Viadukt Črni Kal
Viadukt Črni Kal je nejvyšší a nejdelší most ve Slovinsku. Je součástí dálnice A1.
Most je zároveň i druhou nejvyšší stavbou ve Slovinsku.

## Poloha mostu
Most překlenuje údolí Osapska dolina nad vesnicí Gabrovica, poblíž vesnice Črni Kal, přibližně 20 km od Koperu.

## Rozměry mostu
Most z předpjatého betonu je tvořen táhlým obloukem o poloměru 800 m. Podpírá ho 11 pilířů, z nichž nejnižší měří 10 m a nejvyšší 87,5 m. Nejdelší vzdálenost mezi dvěma pilíři je 140 m, nejkratší 40 m. Největší výška mostu nad údolím je 95 m, délka mostu je 1065 m. Vozovky pro oba směry jsou od sebe oddělené, z vnějších stran je po celé délce mostu zábradlí o výšce 1,2 m prodloužené zábranou proti větru o výšce 3 m. Celková šířka mostu je po celé délce 26,5 m.
Po mostě vedou čtyři jízdní pruhy, z toho dva pro každý směr dálnice. Po obou vnějších okrajích mostu vedou ještě dva odstavné pruhy.

## Stavba mostu
Most byl navržen stavitelskou společností Ponting v Mariboru, architektem byl profesor Mens Mentisa, odpovědným projektantem Marjan Pipenbaher. Investorem stavby byla společnost DARS. Náklady na stavbu dosáhly výše 4,5 miliardy SIT.
Stavební práce byly zahájeny v září 2001, most byl otevřen 23. září 2004. Ještě před otevřením po něm 23. května 2004 přejeli účastníci cyklistického závodu Giro d'Italia.